# Dominique Domec
Dominique Domec est un médecin spécialisé en chirurgie né à Ossun-ez-Angles (Hautes Pyrénées) en 1845 et décédé à Quito (Équateur) en 1884. Il a contribué à fonder l'école de chirurgie équatorienne dans la seconde moitié du XIXe siècle.

## Biographie
Dominique Domec est le fils de François Domec (1800-1881) cultivateur et maire d'Ossun-ez-Angles, et d'Anne Dabadie (1803-1867) qui est issue d'une famille de maîtres chirurgiens. Il a effectué ses études de médecine à la faculté de médecine de Montpellier. Après avoir été interne des hôpitaux, il a obtenu son doctorat en 1871. En 1873, il rejoint à Quito le professeur Étienne Gayraud, chirurgien à Montpellier, dans le cadre d'une mission effectuée à la demande du président Gabriel García Moreno qui voulait fonder une école de médecine moderne à Quito,,. Dominique Domec effectua cette mission de 1873 à 1878. Il a ensuite été nommé professeur d'anatomie à Faculté libre de médecine de Lille en 1877, où il a également été chargé de l'enseignement sur les maladies syphilitiques. Du fait de la détérioration de son état de santé, lié selon Étienne Gayraud au fait qu'il « se surmenait pour suffire à ses nombreuses occupations », il renonce à ses missions d'enseignement et revint en 1882 à Quito, dont il appréciait la douceur du climat. Il y décède de « fatigue cérébrale qui parait être le triste apanage des intelligences d'élite » le 11 novembre 1884 à 39 ans, laissant un fils né à Quito.

## Travaux
Dans le cadre de sa mission, le professeur Étienne Gayraud fit construire un amphithéâtre d'anatomie et créa une Chaire d'Anatomie et de Dissection à l'Hospital San Juan de Dios, pour permettre aux étudiants en médecine d'acquérir une formation clinique pratique et non plus exclusivement théorique comme c'était jusqu'alors le cas. Il demanda à Dominique Domec, qu'il décrit comme « un des internes les plus distingués de l'hôpital Saint-Éloi de Montpellier », de l'assister dans la mission de modernisation de la chirurgie en Équateur. Dominique Domec est nommé professeur d'anatomie. Les deux chirurgiens ont transmis leur expertise technique à leurs confrères équatoriens dans le cadre d'enseignements lors d'interventions chirurgicales ou dans l’amphithéâtre d'anatomie de la faculté de médecine de Quito. Dominique Domec contribua notamment à l'introduction de l'anesthésie au chloroforme, et aux techniques de conservation de cadavres pour l'enseignement avec du formol. Il a réalisé l'autopsie du président Gabriel Garcia Moreno après son assassinat en 1875. Il a également observé l'impact bénéfique du climat et de l'altitude de Quito sur l'incidence et le pronostic de la tuberculose. 
Étienne Gayraud et Dominique Domec ont publié leurs observations sur la médecine à Quito dans un ouvrage intitulé La Capitale de l'Équateur au point de vue médico-chirurgical publié après son décés en 1886 et réédité en 2013.
Dominique Domec est également l'auteur de plusieurs articles scientifiques : L'Empoisonnement par la strychnine, observation et réflexions (1877) ; Sur la désarticulation de la hanche (1878) ; La Syphilis sous le microscope (1879 ; réédité en 2018) ; La Chirurgie dite conservatrice au lit du malade (1879) ; Quelques considérations sur les causes de revers dans les opérations (1880).

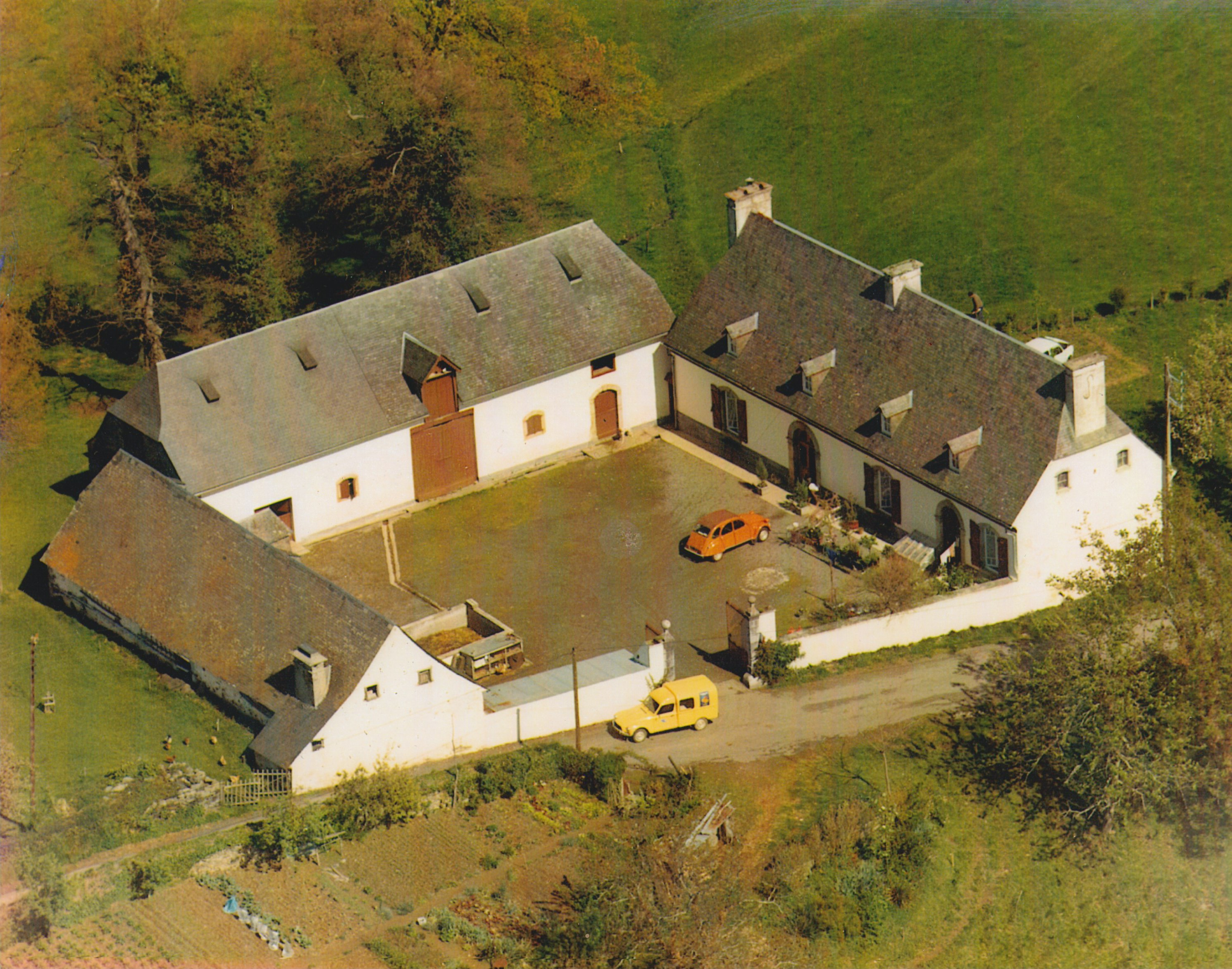
Maison natale de Dominique Domec
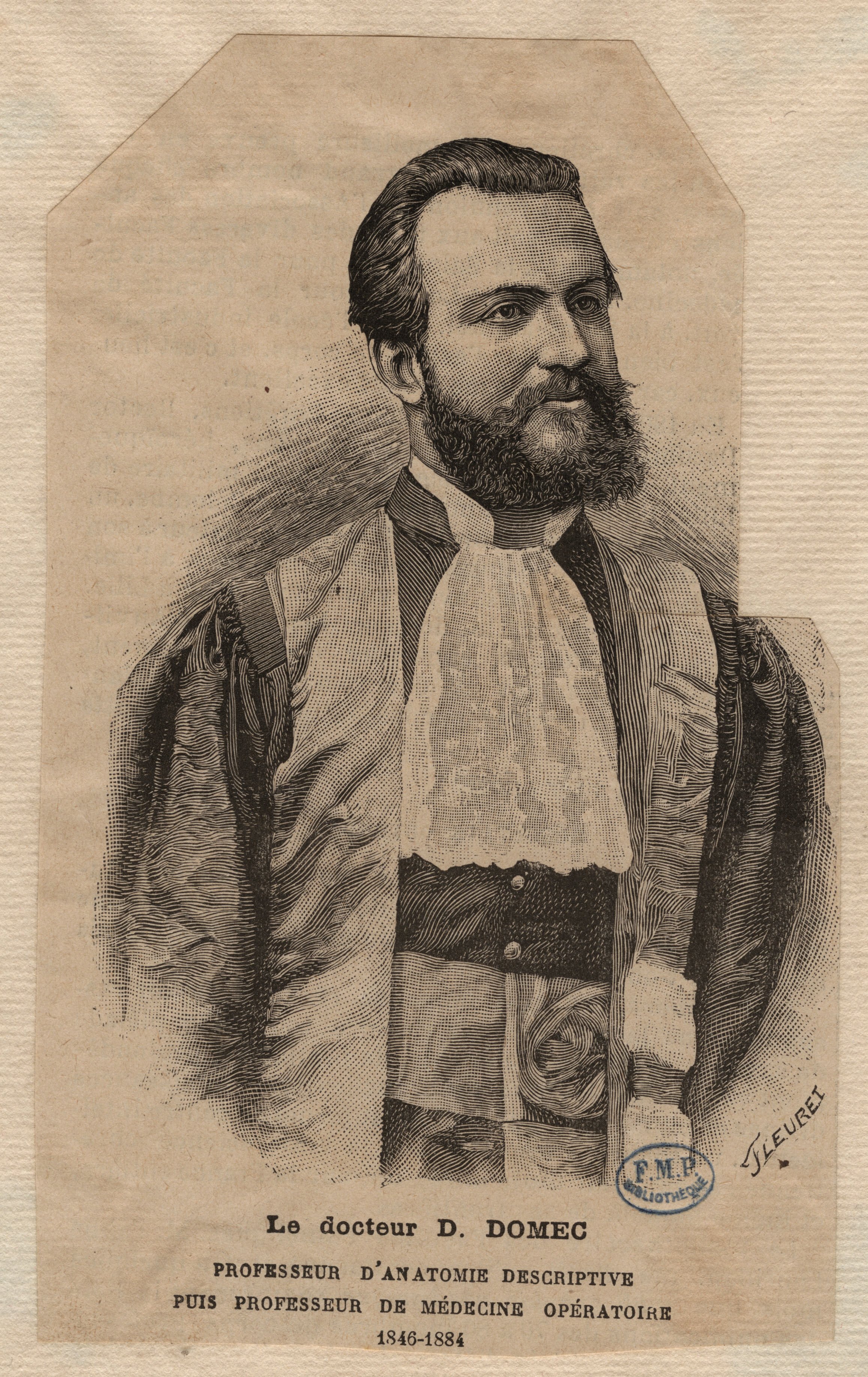
Portrait de Dominique Domec
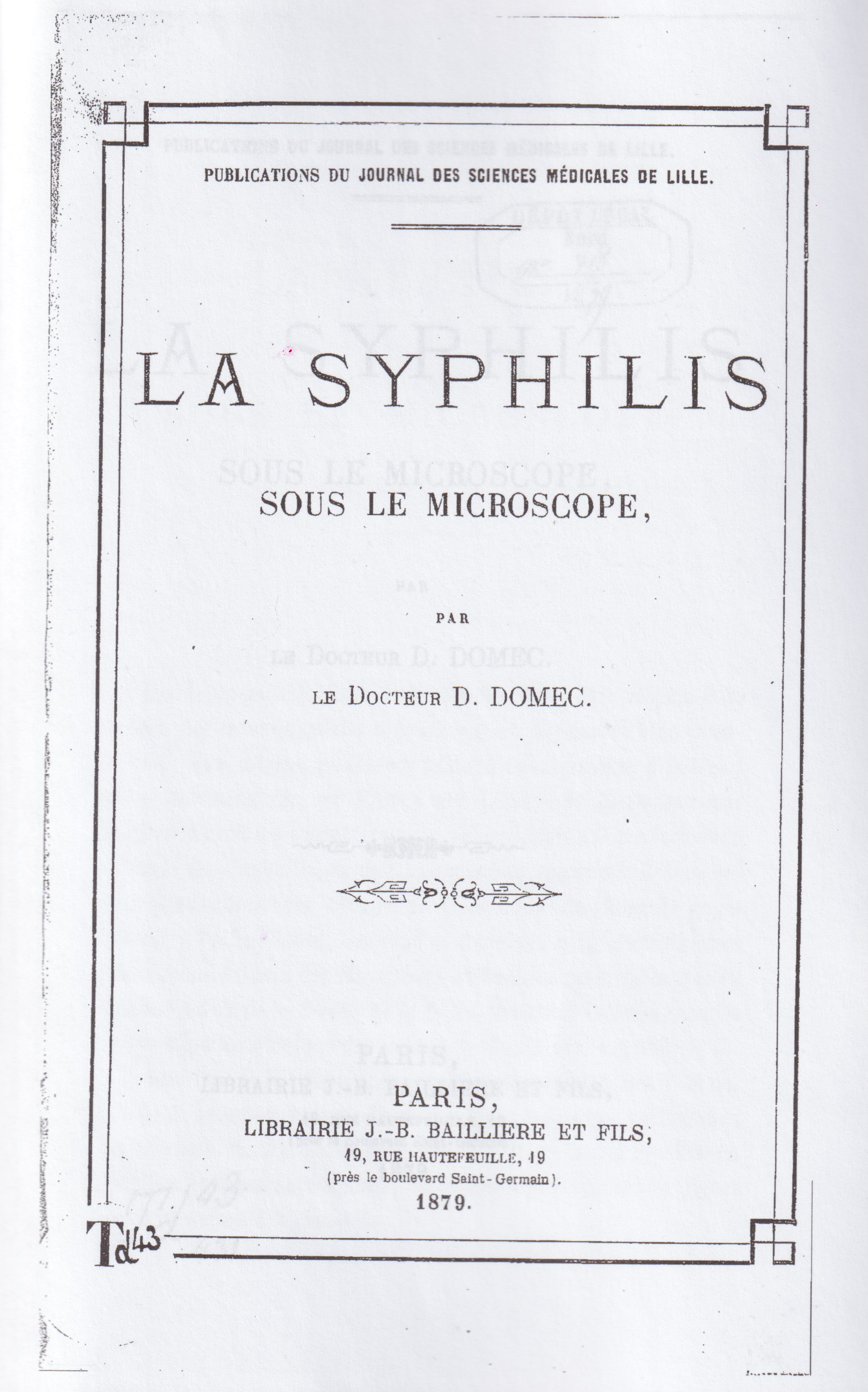
Ouvrage rédigé par les professeurs Gayraud et Domec
- Article rédigé par le professeur Domec